# Sadush Danaj
Sadush Danaj (sinh 6 tháng 11 năm 1988) là một cầu thủ bóng đá Albania hiện tại thi đấu cho Besëlidhja Lezhë ở Giải bóng đá hạng nhất quốc gia Albania.